# ユニコードコンソーシアム

ユニコードコンソーシアム（ユニコード協会・ユニコード協議会，英語: The Unicode Consortium）は、Unicodeの開発を調整する非営利団体である。1990年12月に設立が発表され、1991年に「Unicode Inc.」としてアメリカ合衆国カリフォルニア州の非営利法人となっている。

## 概要
ユニコードコンソーシアムは、最終的に既存の文字符号化方式をUnicodeとその標準Unicode Transformation Format (UTF) 方式に置き換えるという大望を抱いている。なぜならば既存の方式の多くはサイズと適用範囲が制限されており、多言語環境と互換性がないからである。Unicodeによる文字集合統一の成功のため、Unicodeはコンピュータソフトウェアの国際化と地域化で広範囲にわたって圧倒的に使われるようになった。標準はXML、Java、および現代のオペレーティングシステムを含む、最近の技術の多くで実装されてきた。
コンソーシアムはUnicode標準の開発、拡張、および使用を推進するために創立された。コンピュータと情報処理の業界において広い範囲の会社と団体がコンソーシアムの会員になっている。ユニコードコンソーシアムは、ISO/IEC JTC 1、W3C、IETF、およびECMAを含む、多くの有力な標準開発団体と活発に協力している。

## 会員
ユニコードコンソーシアムでは、いかなる企業や個人も会員になることができるとされており、参加の度合いによって会員資格は以下のように分かれている。
- Full Corporate Member
- Institutional Member
- Supporting Member
- Associate Member
- Individual Member
- Student Member
- Liaison Member

最も権限を持ったFull Corporate Memberには以下のような主要企業が名前を並べており、この他に過去にはジャストシステム等も会員であったことがある。
- アドビシステムズ
- Apple
- Google
- ハネウェル
- IBM
- マイクロソフト
- オラクル
- サン・マイクロシステムズ
- Sybase
- Yahoo!

## ユニコードコンソーシアムの書籍
- The Unicode standard worldwide character encoding, Version 1.0. Vol.1. Addison-Wesley Pub.. (1991). ISBN 0-201-56788-1
- The Unicode standard worldwide character encoding, Version 1.0. Vol.2. Addison-Wesley Pub.. (1992). ISBN 0-201-60845-6
- The Unicode standard, Version 1.1. (1993)
- The Unicode standard, Version 2.0. Addison-Wesley. (1996). ISBN 0-201-48345-9
- The Unicode standard, Version 3.0. Addison-Wesley. (2000). ISBN 0-201-61633-5 - 付属：CD-ROM。
- The Unicode standard, Version 4.0. Addison-Wesley Professional. (Aug. 27, 2003). ISBN 0-321-18578-1 - 付属：CD-ROM。
- The Unicode standard, Version 5.0, Fifth Edition. Addison-Wesley Professional. (Oct. 27, 2006). ISBN 0-321-48091-0 - 付属：CD-ROM。
- The Unicode Standard, Version 5.2.0, The Unicode Consortium, 2009. ISBN 978-1-936213-00-9
- The Unicode Standard, Version 6.0.0, The Unicode Consortium, 2011. ISBN 978-1-936213-01-6
- The Unicode Standard, Version 6.1.0, The Unicode Consortium, 2012. ISBN 978-1-936213-02-3
- The Unicode Standard, Version 6.2.0, The Unicode Consortium, 2012. ISBN 978-1-936213-07-8
- The Unicode Standard, Version 6.3.0, The Unicode Consortium, 2013. ISBN 978-1-936213-08-5
- The Unicode Standard, Version 7.0.0, The Unicode Consortium, 2014. ISBN 978-1-936213-09-2
- The Unicode Standard, Version 8.0.0, The Unicode Consortium, 2015. ISBN 978-1-936213-10-8
- The Unicode Standard, Version 9.0.0, The Unicode Consortium, 2016. ISBN 978-1-936213-13-9